# 274 Philagoria
274 Philagoria eller A888 GA är en asteroid i huvudbältet, som upptäcktes den 3 april 1888 av den österrikiske astronomen Johann Palisa. Den fick senare namn efter en nöjesklubb i staden Olomouc.
Philagorias senaste periheliepassage sker den 25 mars 2021. Dess rotationstid har beräknats till 17,96 timmar.